# Hilde Van Dijck
Hilde Van Dijck (22 februari 1957) is een Belgische voormalige atlete, die gespecialiseerd was in het hoogspringen. Zij veroverde drie Belgische titels.

## Loopbaan
Van Dijck behaalde in 1972 en 1973 twee opeenvolgende Belgische titels in het hoogspringen.
In 1975 verbeterde ze het Belgisch record hoogspringen van Chris Van Landschoot naar 1,76 m. Op de Belgische kampioenschappen dat jaar deed ze er nog één cm bij.

### Clubs
Van Dijck was aangesloten bij Dames Atletiek Katholiek Sportverbond (DAKS).

## Belgische kampioenschappen
| Onderdeel    | Jaar             |
| ------------ | ---------------- |
| hoogspringen | 1972, 1973, 1975 |

## Persoonlijke records
| Onderdeel    | Prestatie      | Datum            | Plaats  |
| ------------ | -------------- | ---------------- | ------- |
| hoogspringen | 1,77 m (ex-NR) | 10 augustus 1975 | Brussel |

## Palmares

### hoogspringen
- 1972:  BK AC - 1,68 m
- 1973:  BK AC - 1,70 m
- 1975:  BK AC - 1,77 m

## Onderscheidingen
- 1975: Gouden Spike